# Бел 427
Бел 427 (енгл. Bell 427) је двомоторни цивилни хеликоптер америчког произвођача "Bell Helicopter Textron" израђен је на основу модела Бел 407.
Четворокраки ротор покрећу два турбо-осовинска мотора од 410 kW сваки. Хеликоптер има осам седишта, два засебна напред и два пута по три седишта, једни насупрот других, у задњем делу кабине. Бел је планирао 2004. године редизајнирати хеликоптер нудећи варијанту 427i али је одустао и усредсредио се на нови побољшани тип Бел 429.

## Спецификација (Бел 427)
Подаци са сајта Спецификација модела Бел 427.
- Посада: 2 пилота
- Капацитет: 7 путника
- Дужина: 11.42
- Пречник ротора: 11.28
- Висина: 3,20
- Површина: 99,9 m²
- Маса (празан): 1.760
- Капацитет (основни): 1,340 kg (у унутрашњости)
- Максималан капацитат: 2,970
- Мотор пропелера: 2 х Pratt & Whitney
- Тип пропелера: турбо-осовински
- Број пропелера: 2
- Снага: 710 осовинских коњских снага (529 kW)
- Пропелер: четворокраки
- Максимална брзина: 259 km/h (161 чворова)
- Крстарећа брзина: 256 km/h (159 чвора)
- Опсег: 730
- Врхунац лета: 3,048

## Корисници
- - Entre Rios Police[1][2]
- - Czech HEMS - Alfa Helicopter[3]